# Station Osola
Station Osola is een spoorwegstation in de Poolse plaats Osola.